# Nekropole der Tanguten

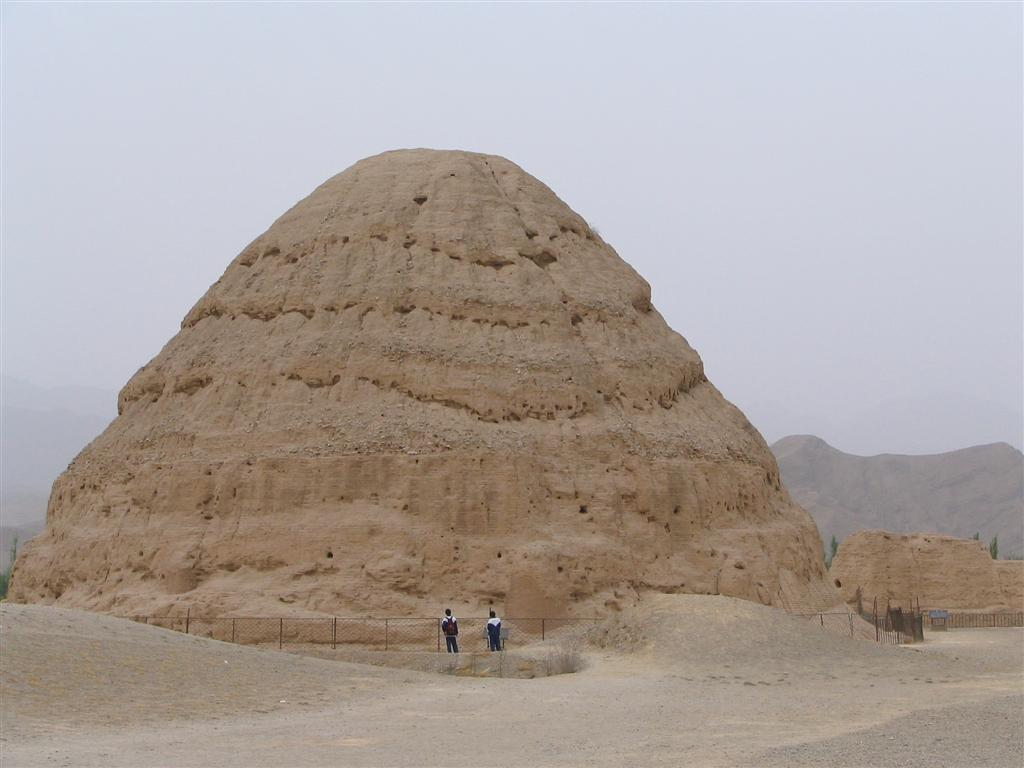
Königliche Grabpyramide

Die Nekropole der Tanguten (Xixia) ist eine der weltweit größten Totenstädte mit einer Ausdehnung von etwa 50 km². Die Grabanlagen liegen am Fuß des Helan-Gebirges in der autonomen Region Ningxia, 40 km westlich von der Provinzhauptstadt Yinchuan.

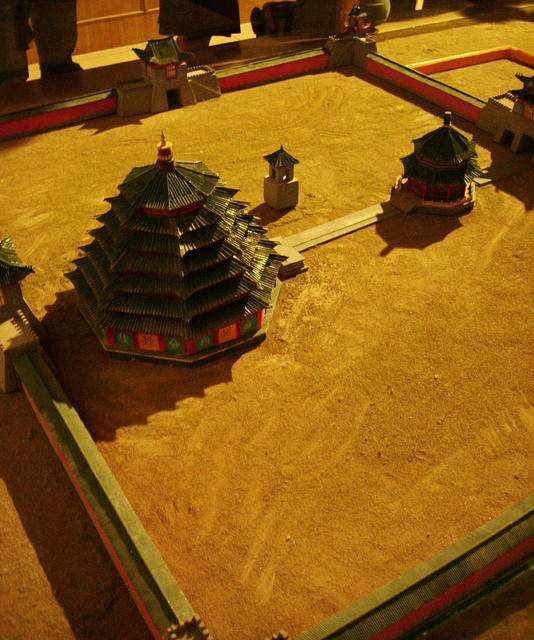
Modell der königlichen Gräber von Xixia

Auf dem bisher wenig erforschten Gelände befinden sich neun Königsgräber und etwa 250 Grabanlagen von Beamten und Notablen der Tanguten. Insbesondere die 25 bis 30 m hohen, meist von einem Mauerring eingefassten Königsgräber spiegeln den Reichtum der tangutischen Herrscher wider. In ihrem Inneren befinden sich kunstvoll bemalte Grabkammern und Statuen.
Die Anlage wurde Anfang des 20. Jahrhunderts von europäischen Zentralasien-Reisenden wie Sven Hedin und Aurel Stein bekannt gemacht und 1938 von Wulf-Dieter Graf zu Castell erstmals aus der Luft fotografiert. Heute sind chinesische Archäologen vor allem bemüht, die Gebäude der Anlage zu erhalten und den Originalzustand der gefundenen Statuetten und Grabkammern zu konservieren.